# Spirinia laevis
Spirinia laevis är en rundmaskart som först beskrevs 1865 av Henry Charlton Bastian. Arten ingår i släktet Spirinia och familjen Desmodoridae. Spirinia laevis förekommer i Europa och fortplantar sig i Sverige. Inga underarter finns listade i Catalogue of Life.